# Agripa Póstumo

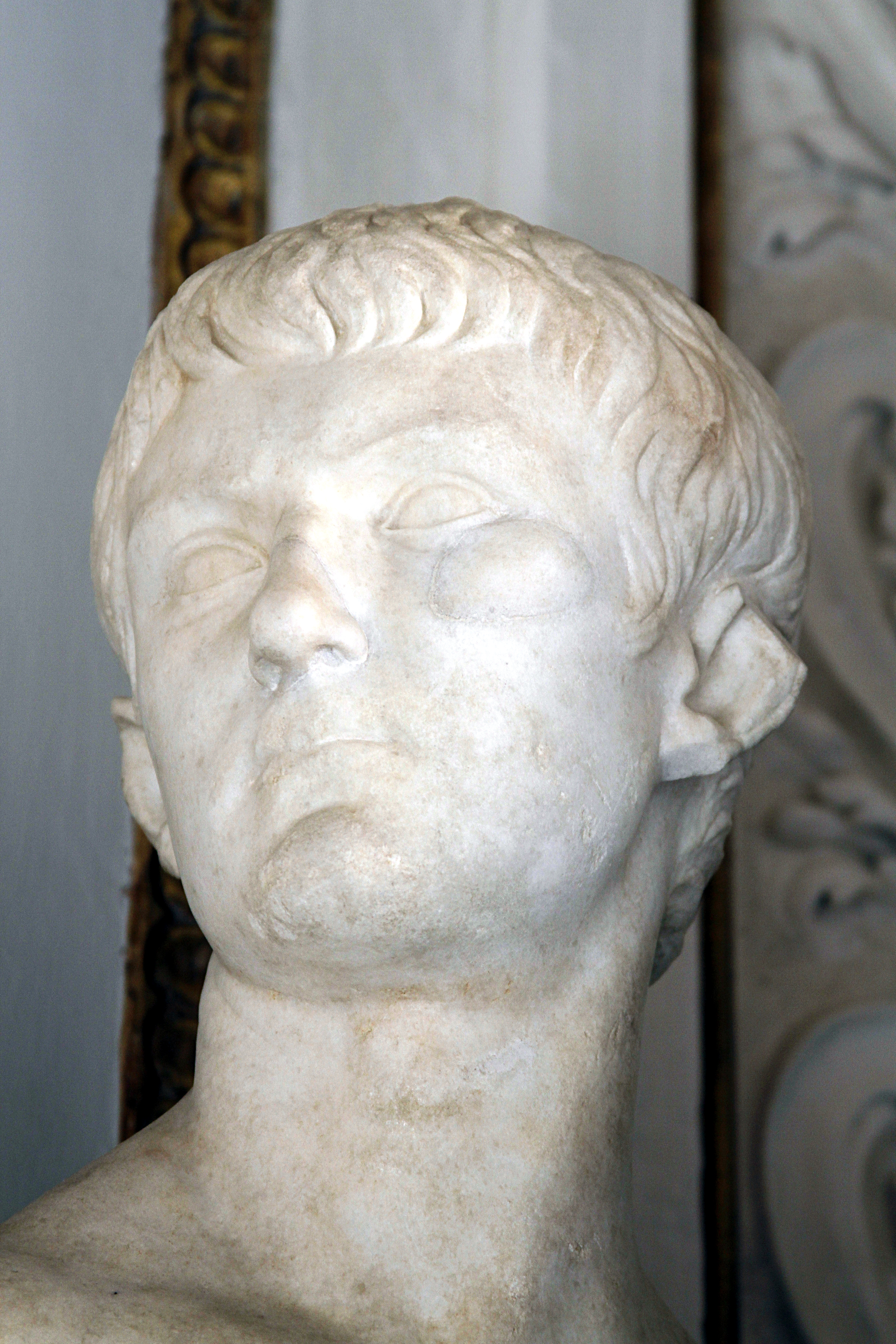
Marco Vipsanio Agripa Póstumo, Museos Capitolinos.

Marco Vipsanio Agripa Póstumo (en latín, Marcus Vipsanius Agrippa Postumus; Roma, 12 a. C.-Pianosa, 14 d. C.) fue el hijo menor de Marco Vipsanio Agripa y de su tercera esposa Julia la Mayor.

## Biografía
Sus abuelos maternos eran el emperador romano César Augusto y su segunda esposa Escribonia. Nació a los pocos meses de morir su padre, de ahí el sobrenombre de Póstumo. Augusto adoptó a sus dos hermanos mayores, Cayo y Lucio, como sus hijos y herederos. Augusto no adoptó a Póstumo como muestra del respeto por su viejo amigo Marco Agripa (de modo que él tuviera un hijo para continuar su linaje). 
Aunque hay poco conocimiento de él por sus contemporáneos, virtualmente todos los historiadores romanos convienen en considerarlo como grosero y brutal; solamente Tácito lo trata ligeramente bien: "[Él era] joven, físicamente vigoroso, de hecho, brutal, Agripa Póstumo. Sin embargo, aunque estaba desprovisto de buenos valores, no había estado implicado en escándalos".

## Destierro
Nunca ha habido un consenso claro de qué sucedió, pero alrededor del año 6 o 7, Augusto lo mandó a la pequeña isla de Pianosa. Tácito sugiere que Livia Drusila le tenía aversión y lo evitaba siempre, pues él estaba por delante de su hijo Tiberio en la sucesión de César Augusto. Algunos historiadores modernos han sugerido que podría haber estado involucrado en una conspiración. Por las mismas fechas, la madre de Póstumo, Julia la Mayor, casada con el que sería luego emperador Tiberio, fue exiliada por orden de su padre acusada de adulterio. Asimismo, posteriormente fue abortado un plan para rescatar a Póstumo y Julia.
En todo caso, el destierro de Póstumo aseguró la prioridad a Tiberio como heredero de César Augusto. Tácito (1.3; 1.5) y Dion Casio (56.30) cuentan cómo Augusto ideó una visita altamente secreta a la isla en el año 13 d. C., para disculparse con su nieto y para avisarle sobre sus planes para que regresara a Roma. Un amigo en el que confiaba, Fabio Máximo, le acompañó y le juró a Augusto guardar el secreto sobre lo acontecido; pero Máximo se lo contó a su esposa Marcia, que a su vez se lo mencionó inadvertidamente a Livia Drusila. Máximo pronto fue descubierto y asesinado, y Marcia acusó posteriormente a Livia Drusila de ser responsable de su muerte. La veracidad de esta historia es dudosa.

## Fallecimiento
Independientemente de la supuesta visita de César Augusto, el emperador murió al año siguiente sin liberar a Póstumo de Pianosa, y muy poco después de su muerte, Póstumo fue ejecutado por sus guardianes. Las versiones contradictorias sobre quiénes ordenaron la ejecución, existieron casi desde el comienzo, cuando Tiberio inmediatamente y en público rechazó en el acto las acusaciones de haber ordenado su muerte. Mientras que algunos sugirieron que Augusto mismo, pudo haber ordenado vía instrucciones secretas que no dejaran sobrevivir a Póstumo, es más probable que Tiberio o Livia Drusila, con o posiblemente sin el conocimiento de Tiberio, hubiera dado la orden, aprovechándose de la situación política confusa a la muerte de César Augusto.

## En la ficción
Robert Graves, en su novela Yo, Claudio, sugiere que por la influencia de Livia Drusila, Augusto también le tuviera aversión. Graves crea incluso un incidente ficticio, en el cual Póstumo es víctima de un complot de Livia Drusila, y su nieta Livila, por el cual lo acusan de violación. También se hace eco de la visita de Augusto y señala que el esclavo llamado Clemente, era realmente Póstumo. 
En la adaptación televisiva de la novela, Póstumo es interpretado por John Castle.